# Rolf Turkka
Rolf Fredrik Turkka (ur. 30 sierpnia 1915 w Lahti, zm. 29 listopada 1989 w Espoo) – fiński żeglarz, olimpijczyk, zdobywca brązowego medalu w regatach na letnich igrzyskach olimpijskich w 1952 roku w Helsinkach; skoczek narciarski, dwukrotny uczestnik mistrzostw świata w narciarstwie klasycznym.
Na Letnich Igrzyskach Olimpijskich 1952 zdobył brąz w żeglarskiej klasie 6 metrów. Załogę jachtu Ralia tworzyli również Ernst Westerlund, Ragnar Jansson, Adolf Konto i Paul Sjöberg.
Cztery lata wcześniej zajął zaś 9. lokatę w klasie 6 metrów na jachcie Raili. Załogę uzupełniali wówczas Valo Urho, Rote Hellström, Ernst Westerlund, Ragnar Jansson i Adolf Konto.
Jako skoczek narciarski wystąpił w konkursach mistrzostw świata w narciarstwie klasycznym w 1934 i 1938 roku. W 1934 w konkursie skoków w Sollefteå był 44., a w 1938 w zawodach w Lahti zajął 49. miejsce.